# Park Dzikich Zwierząt w Kadzidłowie
Park Dzikich Zwierząt Kadzidłowo im. prof. Benedykta Dybowskiego – ogród zoologiczny znajdujący się w Kadzidłowie w Puszczy Piskiej, na terenie Mazurskiego Parku Krajobrazowego, przy trasie pomiędzy miejscowościami Ruciane-Nida i Mikołajki. Założycielem ogrodu jest doktor Andrzej Krzywiński, a obecnym dyrektorem – Armin Kobus. Łączna powierzchnia Parku wynosi ok. 100 hektarów i znajduje się na nim ponad 400 zwierząt z ponad 100 gatunków.

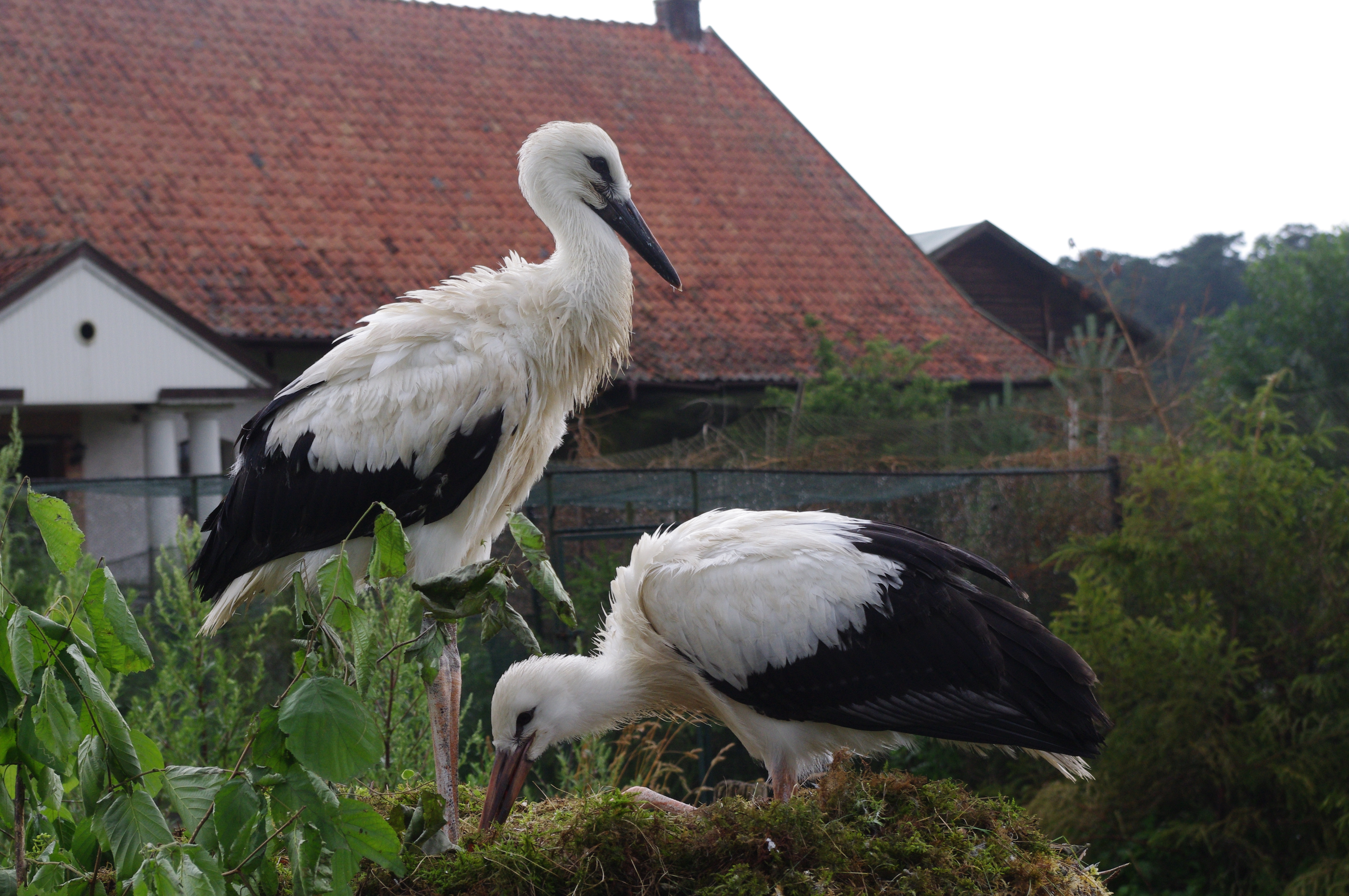
Bociany białe

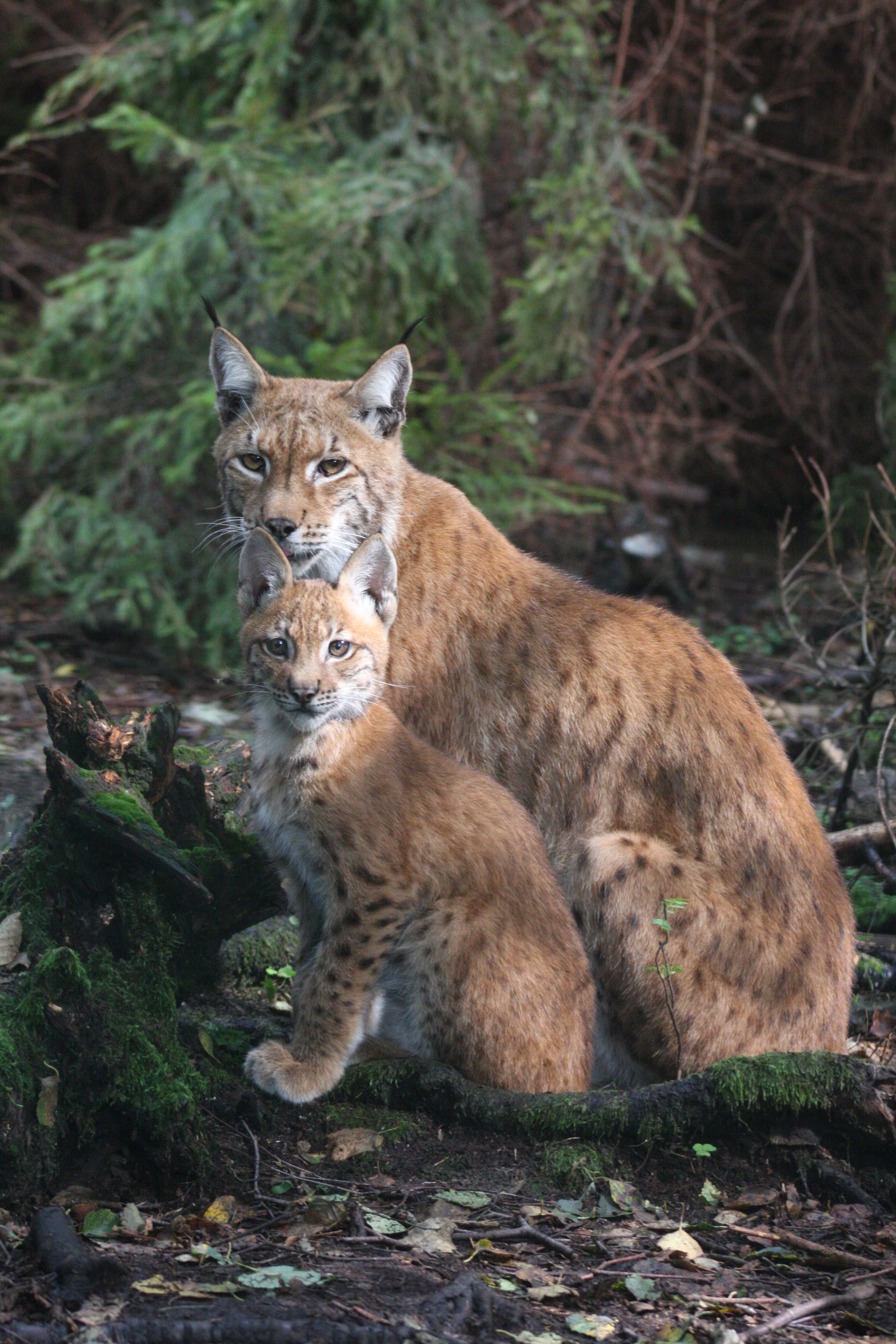
Rysie

Park w Kadzidłowie został założony w 1992 i początkowo pełnił badawczą funkcję fermy jeleni. Z czasem rozrósł się, czerpiąc inspirację z niemieckiego Wildpark Eekholt. Obecnie Park prowadzi wycieczki edukacyjne, a także zajmuje się działalnością naukową (przy częściowej współpracy z WWF Polska) pod kątem reintroducji zagrożonych gatunków (m.in. ryś, głuszec, cietrzew, bocian czarny) autorską metodą „Born to be free”.
Patronem Parku jest przyrodnik prof. Benedykt Dybowski (Sybirak), który zesłany na Syberię, przyczynił się do poznania przyrody tej części świata. W związku z tym w Kadzidłowie znajduje się też grupa zwierząt Syberii i Dalekiego Wschodu (m.in. jelenie Milu, mundżaki chińskie, jelenie Dybowskiego, jenoty oraz wiele gatunków bażantów). 

## Działalność edukacyjna Parku

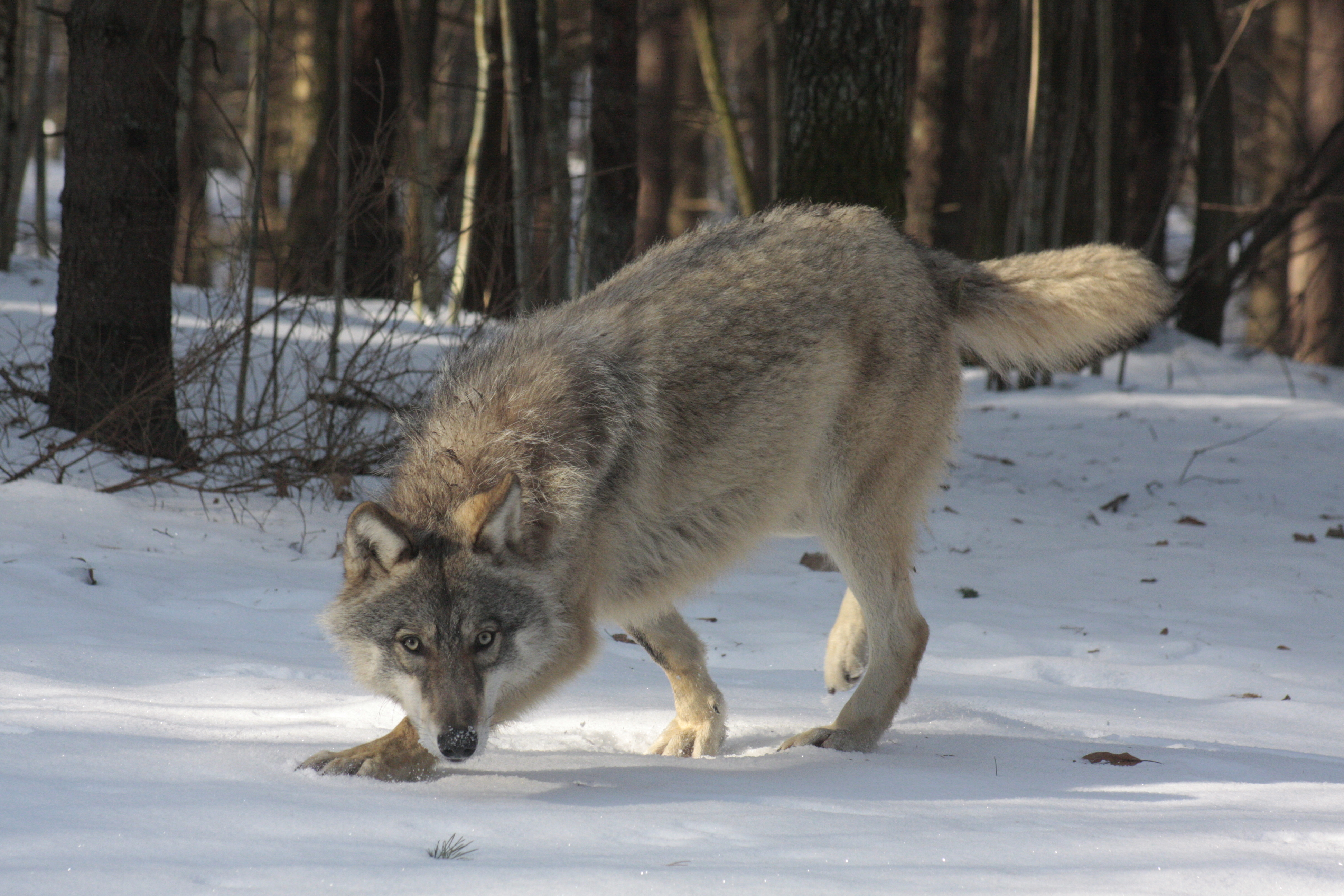
Wilk

Głównym celem Parku jest umożliwienie poznania zwierząt gatunków rodzimych. Położenie Parku na śródleśnych łąkach umożliwia bytowanie zwierząt w warunkach zbliżonych do naturalnych. Większość zwierząt jest oswojonych i zaprzyjaźnionych z człowiekiem, dlatego też podczas wycieczki możliwe jest wejście do niektórych gatunków na ich obszerne wybiegi a nawet karmienie, głaskanie i podziwianie z bliska. Ze względu na rozległość terenu i jego charakter, zwiedzanie Parku odbywa się tylko z przewodnikiem, który opowiada o poszczególnych zwierzętach, ich biologii, zwyczajach oraz potrzebie ochrony. Dotyczy to przede wszystkim gatunków rzadkich i ginących, jak ryś, wilk, puchacz, cietrzew, głuszec, jarząbek. Na terenie Parku z sukcesami rozmnażają się zwierzęta, co świadczy o odpowiednich warunkach ich utrzymania.
W Parku można też obejrzeć rzadkie gatunki ptactwa wodnego, jak rożeńce, świstuny, hełmiatki i podgorzałki (ze względu na rzadkość umieszczone w Czerwonej Księdze). Ponadto, na trasie zwiedzania znajdują się także ptaki drapieżne (orły, sowy), ptaki ozdobne (pawie, bażanty), daniele, kozy, muflony, sarny, wiele gatunków jeleni, łosie, żbiki, bociany, jeże i inne.

## Reintrodukcja, badania naukowe i ochrona przyrody
Oprócz działalności edukacyjnej i turystycznej, ważnym zadaniem Parku Dzikich Zwierząt jest ochrona ginących gatunków, a także przywracanie ich do polskiej przyrody. W szczególności prowadzone są prace naukowe nad telemetrią oraz reintrodukcją rysi (we współpracy z WWF Polska) i kuraków leśnych, czyli przywracaniem ich do życia w środowisku naturalnym. W tej dziedzinie Park stosuje autorskie metody dr Andrzeja Krzywińskiego – program „born to be free”, dzięki któremu zwierzęta wypuszczane na wolność, od urodzenia są przystosowywane do życia w naturze.